# Saint-Vincent-sur-Jard
Saint-Vincent-sur-Jard település Franciaországban, Vendée megyében. Lakosainak száma 1602 fő (2022. január 1.). Saint-Vincent-sur-Jard Jard-sur-Mer, Longeville-sur-Mer, Saint-Hilaire-la-Forêt és Talmont-Saint-Hilaire községekkel határos.

## Népesség
A település népessége az elmúlt években az alábbi módon változott:
| Lakosok száma | 1297 | 1309 | 1324 | 1298 | 1302 | 1312 | 1324 | 1463 | 1602 |
|               | 2013 | 2015 | 2016 | 2017 | 2018 | 2019 | 2020 | 2021 | 2022 |